# لیزبت باکن
لیزبت باکن (انگلیسی: Lisbeth Bakken؛ زادهٔ ۲۴ اکتبر ۱۹۶۷) بازیکن فوتبال اهل نروژ است.
وی همچنین در تیم ملی فوتبال زنان نروژ بازی کرده‌است.